# Morti il 2 marzo
| Questa pagina contiene informazioni ricavate automaticamente dalle voci biografiche con l'ausilio del template Bio e di un bot. L'aggiornamento è periodico e automatico e ricostruisce completamente la pagina. Se manca una persona in questa lista, sei pregato di non aggiungerla, ma accertati piuttosto che la sua voce biografica contenga il template Bio e che i dati anagrafici siano correttamente compilati. Se il template Bio manca, inseriscilo tu stesso o, in alternativa, metti l'avviso {{tmp\|Bio}} che ne segnala la mancanza. Se i dati riportati sono sbagliati, correggi direttamente la voce biografica; le modifiche saranno visibili in questa lista entro pochi giorni. Per chiarimenti vedi il progetto biografie. La lista contiene solo le 479 persone che sono citate nell'enciclopedia e per le quali è stato implementato correttamente il template Bio. Pagina aggiornata al 13 ago 2025. |

## VII secolo(1)
- 672 - Chad di Mercia, abate e vescovo britannico

## X secolo(2)
- 968 - Guglielmo di Magonza, arcivescovo cattolico tedesco (n. 929)
- 986 - Lotario di Francia, sovrano francese (n. 941)

## XI secolo(1)
- 1076 - Gagik II, sovrano armeno

## XII secolo(3)
- 1104 - Bernardo I di Scheyern, nobile tedesco
- 1121 - Fiorenzo II d'Olanda, conte
- 1127 - Carlo I di Fiandra, nobile danese

## XIII secolo(1)
- 1282 - Agnese di Boemia, religiosa ceca (n. 1211)

## XIV secolo(5)
- 1316 - Marjorie Bruce, principessa scozzese (n. 1296)
- 1324 - Roberto di Courtenay, arcivescovo cattolico francese
- 1329 - Giacomo Sciarra Colonna, cavaliere medievale italiano (n. 1270)
- 1333 - Ladislao I di Polonia, nobile polacco
- 1389 - Guillaume de Lestrange, arcivescovo cattolico francese

## XV secolo(2)
- 1484 - Antonio Bonghi, giurista italiano
- 1491 - Marco Barbo, cardinale e patriarca cattolico italiano (n. 1420)

## XVI secolo(7)
- 1527 - Damigella Trivulzio, letterata e poetessa italiana (n. 1483)
- 1528 - Antonio Alamanni, poeta italiano (n. 1464)
- 1563 - Ercole Gonzaga, cardinale italiano (n. 1505)
- 1572 - Mem de Sá, esploratore portoghese
- 1573 - Giovanni Guglielmo di Sassonia-Weimar, duca tedesco (n. 1530)
- 1583 - Fulvio Giulio della Corgna, cardinale e vescovo cattolico italiano (n. 1517)
- 1589 - Alessandro Farnese il Giovane, cardinale italiano (n. 1520)

## XVII secolo(15)
- 1604 - Giuseppe Brizio, architetto e gesuita italiano
- 1611 - Ernesto II di Brunswick-Lüneburg, duca (n. 1564)
- 1619 - Anna di Danimarca, sovrana (n. 1574)
- 1623 - Enrico de La Tour d'Auvergne, nobile e militare francese (n. 1555)
- 1625 - James Hamilton, II marchese di Hamilton, politico e nobile scozzese (n. 1589)
- 1636 - Angelica de' Medici, italiano (n. 1608)
- 1637 - Asakura Nobumasa, militare giapponese (n. 1573)
- 1649 - Antonio Pérez, teologo, filosofo e gesuita spagnolo (n. 1599)
- 1667 - Pompeo Angelotti, storico e vescovo cattolico italiano (n. 1611)
- 1669 - Marija Il'inična Miloslavskaja, russa (n. 1625)
- 1680 - Ercole Procaccini il Giovane, pittore italiano (n. 1605)
- 1681 - Isabella Stuart, nobile inglese (n. 1676)
- 1685 - Giovanni Lucido Cattaneo, vescovo cattolico italiano (n. 1613)
- 1685 - Coenraet Decker, incisore olandese (n. 1650)
- 1688 - Mary Hobry, inglese

## XVIII secolo(27)
- 1712 - Lorenzo Magalotti, scienziato, letterato e diplomatico italiano (n. 1637)
- 1715 - Emmanuel Théodose de La Tour d'Auvergne, nobile e cardinale francese (n. 1643)
- 1725 - José Benito de Churriguera, architetto e scultore spagnolo (n. 1665)
- 1727 - Alessandro III Sanvitale, nobile e mecenate italiano (n. 1645)
- 1729 - Francesco Bianchini, astronomo e storico italiano (n. 1662)
- 1731 - Donato Ricchezza, compositore italiano (n. 1651)
- 1732 - Matilde d'Este, nobile italiana (n. 1674)
- 1734 - Federico Guglielmo II di Nassau-Siegen, principe tedesco (n. 1706)
- 1742 - Moses Williams, antiquario e religioso gallese (n. 1685)
- 1743 - James Hamilton, V duca di Hamilton, nobile scozzese (n. 1703)
- 1744 - William Maxwell, V conte di Nithsdale, nobile britannico (n. 1676)
- 1747 - Sofia Carlotta di Brandeburgo-Bayreuth, nobildonna tedesca (n. 1713)
- 1755 - Louis de Rouvroy de Saint-Simon, scrittore francese (n. 1675)
- 1758 - Pierre Guérin de Tencin, cardinale e arcivescovo cattolico francese (n. 1680)
- 1758 - Johann Baptist Zimmermann, pittore e stuccatore tedesco (n. 1680)
- 1759 - Adam Ignacy Komorowski, arcivescovo cattolico polacco (n. 1699)
- 1763 - Baldassarre Cenci, cardinale italiano (n. 1710)
- 1767 - Giambattista Suardi, matematico italiano (n. 1711)
- 1769 - Péter Bod, scrittore e storico ungherese (n. 1712)
- 1772 - Robert Joseph Pothier, giurista francese (n. 1699)
- 1782 - Sofia di Borbone-Francia, principessa francese (n. 1734)
- 1783 - Francisco Salzillo, scultore spagnolo (n. 1707)
- 1788 - Salomon Gessner, poeta e pittore svizzero (n. 1730)
- 1791 - John Wesley, teologo inglese (n. 1703)
- 1792 - Nicolas de Launay, incisore francese (n. 1739)
- 1794 - Luigi di Nassau-Saarbrücken, principe tedesco (n. 1745)
- 1797 - Horace Walpole, nobile e scrittore inglese (n. 1717)

## XIX secolo(65)
- 1801 - Charles-Albert Demoustier, scrittore francese (n. 1760)
- 1802 - Francis Russell, V duca di Bedford, politico britannico (n. 1765)
- 1810 - Andrea Savaresi, medico, naturalista e mineralogista italiano (n. 1762)
- 1812 - John Raphael Smith, pittore e incisore britannico (n. 1752)
- 1817 - Giacomo Quarenghi, architetto e pittore italiano (n. 1744)
- 1822 - Jean de Mannoury d'Ectot, inventore francese (n. 1777)
- 1825 - Maximin Isnard, politico francese (n. 1758)
- 1825 - Francesco Antonio Mondelli, vescovo cattolico italiano (n. 1756)
- 1826 - Zacharie Allemand, ammiraglio francese (n. 1762)
- 1829 - Karl Gottfried Hagen, chimico tedesco (n. 1749)
- 1829 - Josefa Ortiz de Domínguez, rivoluzionaria messicana (n. 1774)
- 1830 - Ignaz Schuppanzigh, violinista, violista e direttore d'orchestra austriaco (n. 1776)
- 1830 - Samuel Thomas von Sömmerring, medico, anatomista e antropologo tedesco (n. 1755)
- 1832 - Jean-Baptiste-Denis Despré, giornalista, librettista e drammaturgo francese (n. 1752)
- 1838 - Victor Rifaut, compositore francese (n. 1799)
- 1839 - Zerah Colburn, statunitense (n. 1804)
- 1840 - Heinrich Wilhelm Olbers, astronomo tedesco (n. 1758)
- 1841 - Alexandre-François de La Rochefoucauld, nobile, diplomatico e politico francese (n. 1767)
- 1842 - Antoine-Guillaume Rampon, militare francese (n. 1759)
- 1843 - François-Joseph-Philippe de Riquet, nobile francese (n. 1771)
- 1845 - Antonio Cattaneo, pubblicista e divulgatore scientifico italiano (n. 1786)
- 1847 - Jules de Polignac, nobile e politico francese (n. 1780)
- 1850 - Giuseppe Menditto, vescovo cattolico italiano (n. 1794)
- 1852 - Klementyna Czartoryska, nobile polacca (n. 1780)
- 1853 - Stefano Paulovich-Lucich, vescovo cattolico dalmata (n. 1790)
- 1854 - John Conroy, militare irlandese (n. 1786)
- 1855 - Nicola I di Russia, sovrano russo (n. 1796)
- 1855 - Philip Henry Stanhope, IV conte di Stanhope, nobile e politico inglese (n. 1781)
- 1856 - Maria Emilia Fagnani Seymour-Conway, nobildonna inglese (n. 1771)
- 1861 - Francesco Ferragni, avvocato, scrittore e patriota italiano (n. 1802)
- 1862 - Ivan Ivanovič Panaev, scrittore e giornalista russo (n. 1812)
- 1864 - Jean Alaux, pittore francese (n. 1786)
- 1866 - Giuseppe Puccioni, politico italiano (n. 1788)
- 1868 - Arnold Adolf Bentinck, diplomatico olandese (n. 1798)
- 1868 - Albert von Bezold, fisiologo tedesco (n. 1836)
- 1869 - Hugh Gough, generale inglese (n. 1779)
- 1871 - Giovanni Battista Gordigiani, compositore e baritono italiano (n. 1795)
- 1873 - Tiberio De Blasio Di Palizzi, politico italiano (n. 1827)
- 1874 - Neil Arnott, medico scozzese (n. 1788)
- 1874 - Nathan Kelsey Hall, politico statunitense (n. 1810)
- 1876 - Giovanni Maria Borri, pittore italiano (n. 1811)
- 1877 - Antonio Panunzi, medico, ginecologo e chirurgo italiano (n. 1806)
- 1878 - John Cochrane, scacchista e avvocato scozzese (n. 1798)
- 1882 - Heinrich Breitinger, storico della letteratura e filologo svizzero (n. 1832)
- 1882 - Adalbert Duchek, patologo ceco (n. 1824)
- 1882 - Oskar Simon, dermatologo tedesco (n. 1845)
- 1884 - Giovanni Battista Bagalà Blasini, vescovo cattolico italiano (n. 1803)
- 1884 - Hermann Friedberg, medico tedesco (n. 1817)
- 1885 - Joseph-Alfred Serret, matematico e astronomo francese (n. 1829)
- 1886 - Angelo Maria Jacobini, cardinale italiano (n. 1825)
- 1887 - Alfred von Gutschmid, orientalista e storico tedesco (n. 1835)
- 1891 - Settimio Battaglia, compositore, organista e direttore d'orchestra italiano (n. 1815)
- 1891 - Louis Henri Armand Béhic, politico, avvocato e imprenditore francese (n. 1809)
- 1891 - Giovanni Serritelli, pittore italiano (n. 1818)
- 1892 - Ferdinando Buonamici, pittore italiano (n. 1820)
- 1892 - Niccolò Ferracciu, avvocato e politico italiano (n. 1815)
- 1894 - Prospero Balbo di Vinadio, militare e insegnante italiano (n. 1824)
- 1894 - Domenico Pasquale Cambiaso, pittore italiano (n. 1811)
- 1894 - Jubal Anderson Early, avvocato e generale statunitense (n. 1816)
- 1894 - Joseph Whittaker, botanico inglese (n. 1813)
- 1895 - Berthe Morisot, pittrice francese (n. 1841)
- 1895 - Barnaba Panizza, architetto, urbanista e politico italiano (n. 1806)
- 1895 - Isma'il Pascià, politico egiziano (n. 1830)
- 1895 - Aleksej Michajlovič Romanov, nobile russo (n. 1875)
- 1897 - Erwin von Neipperg, militare tedesco (n. 1813)

## XX secolo(224)
- 1902 - John Francis Bentley, architetto inglese (n. 1839)
- 1903 - Gustav Radde, esploratore e naturalista tedesco (n. 1831)
- 1905 - Gaston Legrand, tiratore a volo francese (n. 1851)
- 1907 - Antonio Maria Ceriani, presbitero italiano (n. 1828)
- 1912 - Augusto Armellini, politico italiano
- 1912 - Vilém Mrštík, scrittore ceco (n. 1863)
- 1912 - Franz Seraph von Pfistermeister, funzionario tedesco (n. 1830)
- 1913 - Thomas Hodgkin, storico inglese (n. 1831)
- 1913 - Carlo Romussi, avvocato, giornalista e politico italiano (n. 1847)
- 1916 - Elisabetta di Wied, sovrana rumena (n. 1843)
- 1917 - Luigi Roversi, politico italiano (n. 1858)
- 1918 - Giovanna Meneghini, religiosa e educatrice italiana (n. 1868)
- 1918 - Vito Domenico Palumbo, poeta e grecista italiano (n. 1854)
- 1918 - Mirko del Montenegro, principe montenegrino (n. 1879)
- 1919 - Melchora Aquino, attivista e rivoluzionaria filippina (n. 1812)
- 1919 - Jeanne Labourbe, rivoluzionaria francese (n. 1877)
- 1920 - Giuseppe Simili, avvocato e giornalista italiano (n. 1865)
- 1920 - Harry Solter, regista e attore statunitense (n. 1873)
- 1921 - Arnaldo Agnelli, politico, avvocato e politologo italiano (n. 1875)
- 1921 - Henryk Pachulski, compositore, pianista e docente polacco (n. 1859)
- 1922 - Henry Bataille, scrittore, poeta e pittore francese (n. 1872)
- 1923 - Pëtr Semënovič Baluev, generale russo (n. 1857)
- 1923 - Domenico Carbone, generale italiano (n. 1854)
- 1923 - Joseph Martin, politico canadese (n. 1852)
- 1924 - Frank Hagar Bigelow, meteorologo statunitense (n. 1851)
- 1924 - Vlastimil Tusar, politico e giornalista cecoslovacco (n. 1880)
- 1925 - Ernesto Celli, calciatore argentino (n. 1894)
- 1925 - William A. Clark, politico e banchiere statunitense (n. 1839)
- 1925 - Luigi Gurakuqi, scrittore e politico albanese (n. 1879)
- 1926 - Victory Bateman, attrice statunitense (n. 1865)
- 1926 - Macario II, religioso e santo russo (n. 1835)
- 1927 - Michail Arcybašev, scrittore russo (n. 1878)
- 1927 - Charles Emil Ruthenberg, politico statunitense (n. 1882)
- 1928 - Nikolaj Nikolaevič di Leuchtenberg, generale russo (n. 1868)
- 1929 - Edward Hobart Seymour, ammiraglio britannico (n. 1840)
- 1930 - David Herbert Lawrence, scrittore, poeta e drammaturgo britannico (n. 1885)
- 1930 - Richard Wilhelm, sinologo, teologo e missionario tedesco (n. 1873)
- 1932 - Angela della Croce, religiosa spagnola (n. 1846)
- 1932 - Guido Cacialli, basso italiano (n. 1874)
- 1932 - Giuseppe Ciancio, generale italiano (n. 1858)
- 1933 - Francesco Luigi Ferrari, giornalista, politico e antifascista italiano (n. 1889)
- 1933 - Thomas James Walsh, politico e avvocato statunitense (n. 1859)
- 1934 - Giulio Pittarelli, matematico italiano (n. 1852)
- 1936 - Vittoria Melita di Sassonia-Coburgo-Gotha, principessa inglese (n. 1876)
- 1939 - Howard Carter, archeologo e egittologo britannico (n. 1874)
- 1939 - Oscar Vladislas de Lubicz-Milosz, poeta, diplomatico e esoterista lituano (n. 1877)
- 1940 - Manne Heinonen, cestista finlandese (n. 1911)
- 1940 - Ricardo Miró, poeta panamense (n. 1883)
- 1942 - Charlie Christian, chitarrista statunitense (n. 1916)
- 1942 - Filippo Crispolti, giornalista, scrittore e politico italiano (n. 1857)
- 1942 - Said Hajji, giornalista e attivista marocchino (n. 1912)
- 1942 - Konrad Miersch, pentatleta tedesco (n. 1907)
- 1943 - Paul Armont, drammaturgo, sceneggiatore e attore francese (n. 1874)
- 1943 - Heinrich Bielohlavek, calciatore austriaco (n. 1889)
- 1943 - Tyler Brooke, attore statunitense (n. 1886)
- 1943 - Gertrud Kolmar, poetessa tedesca (n. 1894)
- 1943 - Albin Michel, editore francese (n. 1873)
- 1944 - Ida Maclean, biochimica inglese (n. 1877)
- 1944 - Bernardo Poli, calciatore italiano (n. 1915)
- 1945 - Emily Carr, pittrice canadese (n. 1871)
- 1945 - Mario Migliorini, partigiano italiano (n. 1903)
- 1945 - Leonardo Pavirani, partigiano italiano (n. 1926)
- 1945 - Vasco Presentati, partigiano italiano (n. 1919)
- 1945 - Cesare Salvestroni, ufficiale italiano (n. 1897)
- 1945 - Erminio Santiello, dirigente sportivo italiano (n. 1879)
- 1945 - Engelmar Unzeitig, presbitero tedesco (n. 1911)
- 1947 - Stanhope Forbes, pittore irlandese (n. 1857)
- 1947 - Federico Nitti, medico, farmacologo e antifascista italiano (n. 1905)
- 1947 - Pauline Gower, aviatrice e scrittrice britannica (n. 1910)
- 1948 - Abraham A. Brill, psichiatra e psicoanalista statunitense (n. 1874)
- 1948 - Epifanio Li Puma, politico e sindacalista italiano (n. 1893)
- 1948 - Algernon Maudslay, velista britannico (n. 1873)
- 1948 - Elizabeth Magie, imprenditrice e autrice di giochi statunitense (n. 1866)
- 1949 - Charles Cobb, matematico e economista statunitense (n. 1875)
- 1949 - Pietro Ferrero, pasticciere e imprenditore italiano (n. 1898)
- 1949 - Nuri Killigil, generale ottomano (n. 1889)
- 1949 - Sarojini Naidu, politica e poetessa indiana (n. 1879)
- 1950 - Sofia Cacherano di Bricherasio, pittrice e filantropa italiana (n. 1867)
- 1950 - George Hively, montatore e sceneggiatore statunitense (n. 1889)
- 1951 - Ľudmila Podjavorinská, scrittrice e poetessa slovacca (n. 1872)
- 1951 - Umberto Solarino, militare italiano (n. 1883)
- 1951 - Paul L. Stein, regista e sceneggiatore austriaco (n. 1892)
- 1951 - Angelo Visentin, politico italiano (n. 1900)
- 1952 - Julius Wagner, tiratore di fune e ginnasta tedesco (n. 1882)
- 1953 - Francesco Beguinot, orientalista italiano (n. 1879)
- 1953 - Jim Lightbody, mezzofondista e siepista statunitense (n. 1882)
- 1953 - Wojciech Trąmpczyński, politico polacco (n. 1860)
- 1954 - Paul Marion, giornalista francese (n. 1899)
- 1955 - Gavin Crawford, calciatore scozzese (n. 1869)
- 1956 - Nedda Falzolgher, poetessa e scrittrice italiana (n. 1906)
- 1956 - Vincenzo Mazzacane, magistrato e storico italiano (n. 1878)
- 1956 - Eugenio Zolli, rabbino italiano (n. 1881)
- 1957 - Augusto Sartori, pittore e insegnante svizzero (n. 1880)
- 1957 - Eufrasio M. Spreafico, religioso italiano (n. 1887)
- 1958 - Edith Taliaferro, attrice statunitense (n. 1894)
- 1959 - Eric Blore, attore britannico (n. 1887)
- 1959 - Angelo Calabrese, attore italiano (n. 1888)
- 1959 - William A. Horning, scenografo statunitense (n. 1904)
- 1960 - Joseph Pardee, geologo statunitense (n. 1871)
- 1960 - Rosa Pisaneschi, traduttrice italiana (n. 1890)
- 1961 - Norah Elam, attivista britannica (n. 1878)
- 1962 - Walt Kiesling, allenatore di football americano e giocatore di football americano statunitense (n. 1903)
- 1962 - Michael Lang, ginnasta e multiplista statunitense (n. 1875)
- 1962 - Charles Jean de la Vallée-Poussin, matematico belga (n. 1866)
- 1963 - Vincenzo Amato, matematico italiano (n. 1881)
- 1963 - Giacomo Carlini, ostacolista, velocista e multiplista italiano (n. 1904)
- 1963 - Egisto Domenico Melchiori, arcivescovo cattolico italiano (n. 1879)
- 1963 - Guenther Wachsmuth, saggista e esoterista tedesco (n. 1893)
- 1964 - Nicolae Vasilescu-Karpen, ingegnere rumeno (n. 1870)
- 1965 - Masakazu Kawabe, generale giapponese (n. 1886)
- 1965 - Helen Lynch, attrice statunitense (n. 1900)
- 1965 - Georges Robert, ammiraglio francese (n. 1875)
- 1967 - Azorín, romanziere, saggista e critico letterario spagnolo (n. 1873)
- 1967 - Gino Bozza, ingegnere italiano (n. 1899)
- 1967 - Gordon Harker, attore britannico (n. 1885)
- 1967 - Hans Ledwinka, ingegnere e imprenditore austriaco (n. 1878)
- 1969 - Olaf Jacobsen, ginnasta norvegese (n. 1888)
- 1970 - Paulo de Tarso Campos, arcivescovo cattolico brasiliano (n. 1895)
- 1970 - John Jacob Loeb, compositore statunitense (n. 1910)
- 1970 - Karl Meitinger, architetto tedesco (n. 1882)
- 1970 - Eugène van Herpen, giornalista, scrittore e regista olandese (n. 1906)
- 1971 - Rita Jolivet, attrice britannica (n. 1890)
- 1972 - Robert Andersson, pallanuotista, nuotatore e tuffatore svedese (n. 1886)
- 1972 - Achille Bacher, fondista italiano (n. 1900)
- 1972 - Nasir Kazmi, poeta pakistano (n. 1925)
- 1972 - Tat'jana Nikolaevna Lukaševič, regista cinematografica sovietica (n. 1905)
- 1972 - Erna Sack, cantante lirica tedesca (n. 1898)
- 1973 - Giovanni Busoni, calciatore e allenatore di calcio italiano (n. 1913)
- 1973 - Emanuele Cambilargiu, ufficiale e ingegnere italiano (n. 1894)
- 1973 - Jules Ladoumègue, mezzofondista francese (n. 1906)
- 1973 - Ugo Mulas, fotografo italiano (n. 1928)
- 1973 - Alina Szapocznikow, scultrice polacca (n. 1926)
- 1974 - Salvador Puig Antich, anarchico spagnolo (n. 1948)
- 1974 - Antoine de Padoue Rahajarizafy, presbitero, filosofo e scrittore malgascio (n. 1911)
- 1974 - Georg Michael Welzel, criminale tedesco orientale (n. 1944)
- 1975 - Renato Bracci, canottiere italiano (n. 1904)
- 1975 - Helen Cruickshank, poetessa scozzese (n. 1886)
- 1975 - Herbert Heinrich, nuotatore tedesco (n. 1899)
- 1975 - Madeleine Vionnet, stilista francese (n. 1876)
- 1976 - Narve Bonna, saltatore con gli sci norvegese (n. 1901)
- 1976 - Kirsten Heiberg, attrice e cantante norvegese (n. 1907)
- 1976 - Luigi Schingo, pittore e scultore italiano (n. 1891)
- 1977 - Giambattista Bietti, oculista italiano (n. 1907)
- 1978 - Mario Pei, linguista e filologo statunitense (n. 1901)
- 1979 - Per Bjørnø, calciatore norvegese (n. 1927)
- 1979 - Vincenzo Cuccia, schermidore italiano (n. 1892)
- 1980 - Anne Cornwall, attrice statunitense (n. 1897)
- 1980 - Jarosław Iwaszkiewicz, scrittore polacco (n. 1894)
- 1980 - Alfredo Piani, calciatore italiano (n. 1903)
- 1980 - Baptist Reinmann, calciatore tedesco (n. 1903)
- 1980 - Arlie Schardt, mezzofondista statunitense (n. 1895)
- 1980 - Giuseppe Toffanin, critico letterario e scrittore italiano (n. 1891)
- 1981 - Américo Bacigalupo, cestista e allenatore di pallacanestro paraguaiano (n. 1928)
- 1981 - Osvaldo Ramous, poeta e scrittore italiano (n. 1905)
- 1982 - Vittorio Accornero de Testa, illustratore, pittore e scenografo italiano (n. 1896)
- 1982 - Philip K. Dick, scrittore statunitense (n. 1928)
- 1982 - József Zilisy, calciatore ungherese (n. 1899)
- 1983 - Giovanni Battista Finetti, politico italiano (n. 1940)
- 1983 - Fiorella Mari, attrice italiana (n. 1928)
- 1983 - Victorino Ramos Fernandes, pallanuotista brasiliano (n. 1896)
- 1984 - Anders Haugen, sciatore nordico statunitense (n. 1888)
- 1984 - Edda Soligo, attrice italiana (n. 1905)
- 1984 - Ganna Walska, cantante lirica polacca (n. 1887)
- 1984 - Yola d'Avril, attrice francese (n. 1907)
- 1984 - Arvid Östman, lottatore svedese (n. 1902)
- 1985 - William Stringfellow, teologo, avvocato e attivista statunitense (n. 1928)
- 1985 - Omer Huyse, ciclista su strada belga (n. 1898)
- 1985 - Jack Kelly, canottiere e imprenditore statunitense (n. 1927)
- 1985 - Daniele Mattalia, critico letterario e politico italiano (n. 1906)
- 1985 - Hermann Priess, criminale di guerra e generale tedesco (n. 1901)
- 1985 - Julie Vlasto, tennista francese (n. 1903)
- 1986 - Bruno Martinotti, direttore d'orchestra e compositore italiano (n. 1936)
- 1986 - Hymie Ginsburg, cestista statunitense (n. 1914)
- 1986 - Cesare Polacco, attore e doppiatore italiano (n. 1900)
- 1987 - Jean-Pierre Mourier, calciatore francese (n. 1941)
- 1987 - Randolph Scott, attore statunitense (n. 1898)
- 1988 - John Clellon Holmes, poeta statunitense (n. 1926)
- 1988 - Rina Fort, criminale italiana (n. 1915)
- 1988 - Kate Mahaut, schermitrice danese (n. 1908)
- 1988 - Harry Lundahl, calciatore e allenatore di calcio svedese (n. 1905)
- 1989 - Luigi Firpo, storico, traduttore e politico italiano (n. 1915)
- 1989 - Tamás Kertész, calciatore ungherese (n. 1929)
- 1989 - Floro Laroma Iezzi, calciatore italiano (n. 1911)
- 1989 - Carlo Quintavalle, giornalista e scrittore italiano (n. 1932)
- 1990 - Ettore Passerin d'Entrèves, storico e partigiano italiano (n. 1914)
- 1991 - Serge Gainsbourg, cantautore, attore e regista francese (n. 1928)
- 1991 - Josef Stalder, ginnasta svizzero (n. 1919)
- 1992 - Robert Clatworthy, scenografo statunitense (n. 1911)
- 1992 - Sandy Dennis, attrice statunitense (n. 1937)
- 1992 - Adolfo Sarti, politico italiano (n. 1928)
- 1993 - Hans Hilfiker, ingegnere e designer svizzero (n. 1901)
- 1993 - Carlos Marcello, mafioso italiano (n. 1910)
- 1993 - Veljko Poduje, calciatore e allenatore di calcio jugoslavo (n. 1907)
- 1994 - Camille Beeckman, ciclista su strada belga (n. 1910)
- 1994 - Margherita Maria Guaini, religiosa italiana (n. 1902)
- 1994 - Kleggie Hermsen, cestista statunitense (n. 1923)
- 1994 - Giuseppe La Loggia, politico italiano (n. 1911)
- 1994 - Anita Morris, attrice e cantante statunitense (n. 1943)
- 1994 - Bruce Voeller, biologo statunitense (n. 1935)
- 1996 - Célestin Delmer, calciatore francese (n. 1907)
- 1996 - Alberto Jacoviello, giornalista e scrittore italiano (n. 1920)
- 1996 - José López Rubio, regista, sceneggiatore e drammaturgo spagnolo (n. 1903)
- 1996 - Jacobo Majluta Azar, politico dominicano (n. 1934)
- 1996 - Carlo Ravnich, militare e partigiano italiano (n. 1903)
- 1996 - Marino Renner, calciatore italiano (n. 1914)
- 1996 - Lyle Talbot, attore statunitense (n. 1902)
- 1997 - Abdel Azim Ashry, cestista, arbitro di pallacanestro e dirigente sportivo egiziano (n. 1911)
- 1997 - Christopher Boatwright, ballerino statunitense (n. 1954)
- 1997 - Carlo Ceruti, politico e sindacalista italiano (n. 1925)
- 1997 - Richard De Smet, presbitero, missionario e orientalista belga (n. 1916)
- 1997 - Amleto Frignani, calciatore italiano (n. 1932)
- 1997 - Walter Leinweber, hockeista su ghiaccio tedesco (n. 1907)
- 1998 - Lidia Bianchi, storica dell'arte, museologa e funzionaria italiana (n. 1912)
- 1998 - Henry Steele Commager, storico statunitense (n. 1902)
- 1998 - Darcy O'Brien, scrittore statunitense (n. 1939)
- 1998 - Marc Sautet, scrittore, filosofo e insegnante francese (n. 1947)
- 1998 - Dario Savio, calciatore italiano (n. 1912)
- 1999 - David Ackles, cantautore e pianista statunitense (n. 1937)
- 1999 - Dusty Springfield, cantante britannica (n. 1939)
- 1999 - Angelo Raimondo Verardo, vescovo cattolico italiano (n. 1913)
- 2000 - Audun Boysen, mezzofondista norvegese (n. 1929)
- 2000 - Jack King, pallanuotista australiano (n. 1910)
- 2000 - Corrado Rollero, pianista, compositore e poeta italiano (n. 1969)
- 2000 - Sandra Schmirler, giocatrice di curling canadese (n. 1963)

## XXI secolo(126)
- 2001 - Sándor Kopácsi, politico ungherese (n. 1922)
- 2001 - Klement Steinmetz, calciatore austriaco (n. 1915)
- 2002 - Pasquale Giannattasio, velocista italiano (n. 1941)
- 2002 - Jason Mayélé, calciatore congolese (Repubblica Democratica del Congo) (n. 1976)
- 2002 - Thomas Owen, scrittore belga (n. 1910)
- 2003 - Roger Albertsen, calciatore e allenatore di calcio norvegese (n. 1957)
- 2003 - Hank Ballard, cantautore statunitense (n. 1927)
- 2003 - Fred Freiberger, sceneggiatore e produttore televisivo statunitense (n. 1915)
- 2003 - Mario Galesi, terrorista italiano (n. 1966)
- 2003 - Delio Giacometti, politico e dirigente sportivo italiano (n. 1922)
- 2003 - Emanuele Petri, poliziotto italiano (n. 1955)
- 2003 - Albert Reuter, allenatore di calcio e calciatore lussemburghese (n. 1907)
- 2004 - Mercedes McCambridge, attrice statunitense (n. 1916)
- 2004 - Giuseppe Vaccaro, matematico italiano (n. 1917)
- 2005 - Massimo Annesi, avvocato e giurista italiano (n. 1923)
- 2005 - Martin Denny, pianista e compositore statunitense (n. 1911)
- 2005 - Tillie K. Fowler, politica e avvocato statunitense (n. 1942)
- 2005 - Elmar Huseynov, giornalista azero (n. 1967)
- 2005 - Viktor Kapitonov, ciclista su strada e dirigente sportivo sovietico (n. 1933)
- 2005 - Nico Messina, allenatore di pallacanestro italiano (n. 1922)
- 2005 - Mario Moreno, calciatore cileno (n. 1935)
- 2005 - Corrado Pani, attore e doppiatore italiano (n. 1936)
- 2005 - Serge de Beaurecueil, presbitero e islamista francese (n. 1917)
- 2006 - Philippe Muray, scrittore e saggista francese (n. 1945)
- 2006 - Jack Wild, attore britannico (n. 1952)
- 2007 - Thomas S. Kleppe, politico statunitense (n. 1919)
- 2008 - Jeff Healey, chitarrista canadese (n. 1966)
- 2008 - Francesco Pescador, fumettista e illustratore italiano (n. 1914)
- 2008 - Paul Raymond, imprenditore e editore inglese (n. 1925)
- 2008 - Frederick Seitz, fisico statunitense (n. 1911)
- 2008 - Sofiko Čiaureli, attrice georgiana (n. 1939)
- 2009 - Halit Balamir, lottatore turco (n. 1922)
- 2009 - Paolo Farinetti, partigiano, imprenditore e politico italiano (n. 1922)
- 2009 - Chris Finnegan, pugile britannico (n. 1944)
- 2009 - Jacob Schwartz, matematico e informatico statunitense (n. 1930)
- 2009 - Carlos Sosa, calciatore e allenatore di calcio argentino (n. 1919)
- 2009 - João Bernardo Vieira, politico e militare guineense (n. 1939)
- 2010 - Domenico Baccheschi, pugile italiano (n. 1931)
- 2010 - Paul Drayton, velocista statunitense (n. 1939)
- 2010 - Horst Urban, slittinista cecoslovacco (n. 1936)
- 2011 - Shahbaz Bhatti, politico pakistano (n. 1968)
- 2011 - Anthony Brooke, nobile malese (n. 1912)
- 2011 - Thor Vilhjálmsson, scrittore islandese (n. 1925)
- 2012 - Dino Ciarlo, generale italiano (n. 1917)
- 2012 - Doug Furnas, wrestler e powerlifter statunitense (n. 1959)
- 2012 - Demir Gökgöl, attore turco (n. 1937)
- 2012 - Francesco Lamberti, allenatore di calcio e calciatore italiano (n. 1921)
- 2012 - Gérard Rinaldi, cantante, attore e doppiatore francese (n. 1943)
- 2012 - James Q. Wilson, politologo statunitense (n. 1931)
- 2013 - Brian Johnston, critico letterario britannico (n. 1932)
- 2013 - Giōrgos Kolokythas, cestista greco (n. 1945)
- 2013 - Riccardo Mantani, attore teatrale e doppiatore italiano (n. 1930)
- 2013 - Umile Francesco Peluso, politico italiano (n. 1915)
- 2014 - Elvira Banotti, giornalista e scrittrice italiana (n. 1933)
- 2014 - Salvatore De Rosa, allenatore di calcio italiano (n. 1931)
- 2014 - Gail Gilmore, ballerina e attrice canadese (n. 1937)
- 2014 - Mirella Levi D'Ancona, critica d'arte italiana (n. 1919)
- 2014 - Mario Lodi, insegnante, pedagogista e scrittore italiano (n. 1922)
- 2014 - Giovannino Loreti, politico e avvocato italiano (n. 1920)
- 2014 - Rudolph Joseph Rummel, politologo statunitense (n. 1932)
- 2015 - Francisco González Ledesma, giornalista e scrittore spagnolo (n. 1927)
- 2015 - Moises Jinich, calciatore messicano (n. 1927)
- 2015 - Dave Mackay, calciatore e allenatore di calcio scozzese (n. 1934)
- 2015 - Jenna McMahon, attrice, cabarettista e produttrice televisiva statunitense (n. 1925)
- 2015 - Michel Menu, scrittore, partigiano e educatore francese (n. 1916)
- 2015 - Mal Peet, scrittore e illustratore britannico (n. 1947)
- 2015 - Delia Salvi, attrice, docente e scrittrice statunitense (n. 1927)
- 2016 - Berta Cáceres, ambientalista e attivista honduregna
- 2016 - Allan Michaelsen, calciatore danese (n. 1947)
- 2016 - Sergio Ricossa, economista italiano (n. 1927)
- 2017 - Renato Borsoni, direttore artistico, attore teatrale e regista teatrale italiano (n. 1926)
- 2017 - Tarcisio Catanese, calciatore e allenatore di calcio italiano (n. 1967)
- 2017 - Gata Cattana, rapper e poetessa spagnola (n. 1991)
- 2017 - Tommy Gemmell, calciatore scozzese (n. 1943)
- 2017 - Piero Leri, attore e doppiatore italiano (n. 1939)
- 2017 - Giorgio Rosa, ingegnere italiano (n. 1925)
- 2017 - Gianni Carlo Sciolla, storico dell'arte e critico d'arte italiano (n. 1940)
- 2017 - Ettore Valcareggi, calciatore italiano (n. 1922)
- 2018 - Renzo Bardelli, politico italiano (n. 1937)
- 2018 - Gillo Dorfles, critico d'arte, pittore e filosofo italiano (n. 1910)
- 2018 - Billy Herrington, attore pornografico statunitense (n. 1969)
- 2018 - Jesús López Cobos, direttore d'orchestra spagnolo (n. 1940)
- 2018 - Stella Maris, attrice italiana (n. 1922)
- 2018 - Carlo Ripa di Meana, politico e ambientalista italiano (n. 1929)
- 2018 - Maria Grazia Siliato, storica e archeologa italiana (n. 1926)
- 2019 - Salvatore Capilungo, politico italiano (n. 1928)
- 2019 - Tullio Gregory, filosofo e storico della filosofia italiano (n. 1929)
- 2019 - David Held, politologo e sociologo britannico (n. 1951)
- 2019 - Francesco Macri, imprenditore italiano (n. 1930)
- 2019 - Keith Harvey Miller, politico statunitense (n. 1925)
- 2019 - Giovanni Starita, politico italiano (n. 1926)
- 2019 - Sergio Tuis, fumettista e pittore italiano (n. 1935)
- 2020 - Viktor Josef Dammertz, vescovo cattolico tedesco (n. 1929)
- 2020 - Jesús Gatell, slittinista spagnolo (n. 1943)
- 2020 - Ulay, artista e fotografo tedesco (n. 1943)
- 2020 - James Lipton, attore, produttore televisivo e autore televisivo statunitense (n. 1926)
- 2020 - Barbara Neely, scrittrice statunitense (n. 1941)
- 2020 - Seo Gyeong-hwa, cestista e allenatrice di pallacanestro sudcoreana (n. 1968)
- 2020 - Bruno Solaroli, politico italiano (n. 1939)
- 2021 - Chris Barber, trombonista, arrangiatore e compositore britannico (n. 1930)
- 2021 - Luciano Capicchioni, procuratore sportivo e dirigente sportivo sammarinese (n. 1946)
- 2021 - Claudio Coccoluto, disc jockey italiano (n. 1962)
- 2021 - Peter Grosser, calciatore e allenatore di calcio tedesco (n. 1938)
- 2021 - Bunny Wailer, cantante e percussionista giamaicano (n. 1947)
- 2022 - Emilio Bonucci, attore e doppiatore italiano (n. 1948)
- 2022 - Robert Cohen, pugile francese (n. 1930)
- 2022 - Alan Ladd Jr., produttore cinematografico statunitense (n. 1937)
- 2022 - John Stahl, attore britannico (n. 1953)
- 2022 - Frédérick Tristan, scrittore francese (n. 1931)
- 2022 - Tony Walton, costumista e scenografo britannico (n. 1934)
- 2023 - Giuseppe Cacciatore, filosofo italiano (n. 1945)
- 2023 - Per Kristoffersen, calciatore norvegese (n. 1937)
- 2023 - Steve Mackey, bassista e produttore discografico britannico (n. 1966)
- 2023 - Enrico Minto, calciatore italiano (n. 1935)
- 2023 - María Onetto, attrice argentina (n. 1966)
- 2023 - Wayne Shorter, sassofonista, musicista e compositore statunitense (n. 1933)
- 2024 - Tim Ecclestone, hockeista su ghiaccio e allenatore di hockey su ghiaccio canadese (n. 1947)
- 2024 - Jaclyn Jose, attrice filippina (n. 1963)
- 2024 - Chiara Augusta Lainati, religiosa e latinista italiana (n. 1939)
- 2024 - Søren Pape Poulsen, politico danese (n. 1971)
- 2024 - Kazbek Zankišiev, judoka russo (n. 1992)
- 2025 - Colin Burdett, cestista australiano (n. 1931)
- 2025 - George Lowe, doppiatore e comico statunitense (n. 1957)
- 2025 - Buvajsar Sajtiev, lottatore e politico russo (n. 1975)
- 2025 - Bernhard Vogel, politico tedesco (n. 1932)
- 2025 - Pedro Zarraluki, scrittore spagnolo (n. 1954)